# Catostomus wigginsi
Catostomus wigginsi är en fiskart som beskrevs av Herre och Brock, 1936. Catostomus wigginsi ingår i släktet Catostomus och familjen Catostomidae. IUCN kategoriserar arten globalt som sårbar. Inga underarter finns listade i Catalogue of Life.